# Paulette García
Paulette García (ur. 9 lipca 1990) – portorykańska siatkarka, grająca jako przyjmująca. Obecnie występuje w drużynie Lancheras de Cataño.